# Ludolf von Bülow
Ludolf von Bülow (* um 1275; † 23. April 1339 in Warin) von 1298 bis 1231 Domherr von Schwerin, 1302–1331 Archidiakon von Tribsees und von 1331 bis 1339 Bischof von Schwerin.

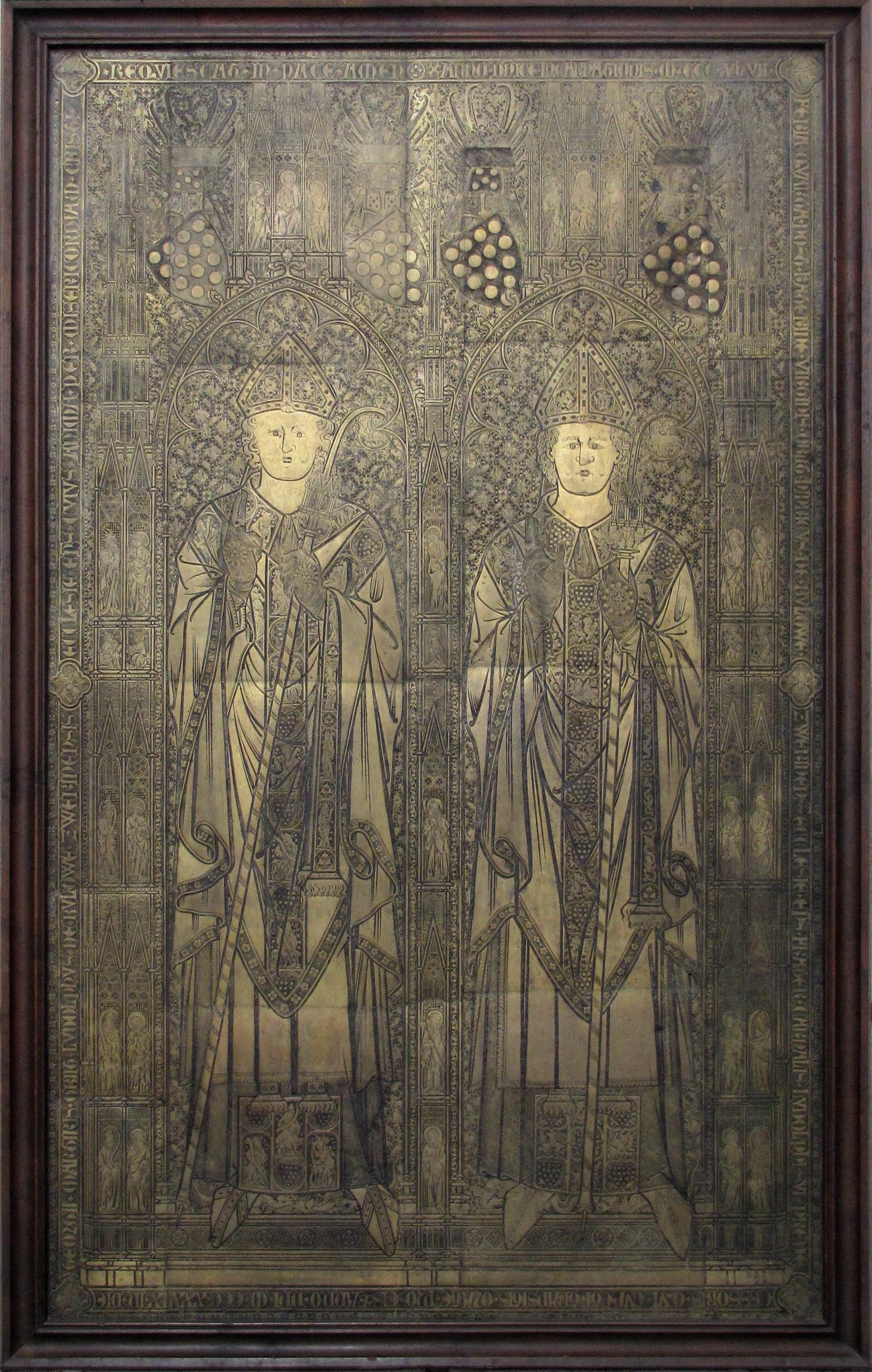
Gemeinschaftsgrabmal der Brüder Ludolf und Heinrich von Bülow im Dom zu Schwerin.

## Leben
Ludolf entstammte dem mecklenburgischen Uradelsgeschlecht der Herren von Bülow. Der Ahnherr des Geschlechts, Gottfried ist urkundlich 1229 als Zeuge Godofridus de Bulowe belegt. Er war der Sohn von Heinrich IV. von Bülow, Ritter und Burgmann zu Gadebusch. Der Familie entstammten noch weitere Bischöfe von Schwerin: Gottfried I. von Bülow war sein Onkel; sein Nachfolger Heinrich I. von Bülow war sein Bruder und Friedrich II. von Bülow sein Neffe.
Als Schweriner Domherr wurde Ludolf von Bülow schon am 29. Mai 1298 in einer Urkunde des amtierenden Bischofs Gottfried von Bülow nachgewiesen.
1302 wurde er auch als Archidiakon von St. Thomas in Tribsees Ludolfus archydiaknus in Tribeses et canonius in Zwerin erwähnt. Der Archidiakonatsbezirk von Tribsees war groß und gewichtig, neben 44 Pfarreien gehörte auch die Hansestadt Stralsund dazu. Beim ersten Einsatz als Archidiakon hatte er am 15. November 1302 als Mitglied eines dreiköpfigen Schiedsgerichts die Streitigkeiten zwischen dem Kloster Doberan und dem Pfarrer Hinrich Goldoghe zu Schwaan auf dem Wege der Mediation zu schlichten. In den nächsten Jahren war Ludolf in Warin und Schwerin in der Umgebung seines Schweriner Bischofs als Urkundenzeuge zu finden, führte oftmals statt des Amtstitels Archidiakon nur den als Schweriner Domherren. Als solcher bezeugte er die Vereinigung der Bützower Dompropstei mit dem Archidiakonat Rostock und beteiligte sich 1314 an der Umstrukturierung des Bützower Kapitels, in dem auch Hinrich Goldoghe eine Präbende hatte. 1312 erhielt der Archidiakon einen Sonderauftrag von seinem Onkel, Bischof Gottfried. Ludolf wurde als Visitator bevollmächtigt, an einer vom Bremer Erzbischof Jens Grand angeordneten Visitation teilzunehmen. Als führende Persönlichkeit des Schweriner Domkapitels wurde er 1323 neben dem Propst Luder und dem Dekan Johann Warsow in ein Schiedsgericht für die Stiftsschlösser Bützow und Warin berufen.
Mit dem Aussterben der Rügenfürsten am 8. November 1325 zeigte das Archidiakonat Tribsees plötzlich ein starkes Interesse am rügischen Erbe. Ludolf bezeugte in Stralsund die Stiftung einer Vikarie in Barth, doch 1326 waren die Pfarrstellen in Stralsund und Barth vakant. Nach versuchten Schlichtungen bei der Neubesetzung im Januar 1327 im Schweriner Dom übertrug der Archidiakon Ludolf dann am 27. Februar in Lübeck die umstrittene Pfarrei in Stralsund einfach seinem Bruder, dem Schweriner Thesaurar Heinrich von Bülow. Das brachte ihm schon während seiner Archidiakonatszeit reichlich Ärger ein.
Als Archidiakon war auch er aktiv an den Streitigkeiten des Bistumsbesitzes auf der Insel Rügen beteiligt, den dort die Pommerschen und Mecklenburgischen Fürsten beanspruchten. Denn Archidiakone vertraten oftmals den Bischof in Belangen der geistlichen Aufsicht und der Gerichtsbarkeit.
Nach dem Tode seines Amtsvorgängers Johann II. zu Putlitz bestätigte unter dem 30. Juli 1331 der Erzbischof Burchard Grelle von Bremen die durch das Domkapitel vollzogene Wahl Ludolfs zum Bischof von Schwerin. Der Electus versprach die persönliche Übernahme der entstandenen Kosten in Höhe von 2500 lübische Mark für seine Weihe und Inthronisation, um die schwierige Finanzlage im Bistum nicht weiter zu belasten.
Die Bischofsweihe erfolgte durch den Bremer Erzbischof Burchard im Beisein der Mitkonsekratoren, der Bischöfe Hinrich von Lübeck und Marquard von Ratzeburg, am 11. August 1331 in Bremen, da der Bau des Schweriner Domes noch nicht abgeschlossen war. Sein Bischofssiegel lehnt sich in der Selbstdarstellung eng an das seines Onkels Gottfried an.
In der kurzen Amtszeit versuchte Bischof Ludolf die unter seinen Vorgängern angehäuften Schulden des Hochstiftes abzubauen, vermehrte sie aber anderseits durch Verpfändung kirchlichen Besitzes an seine Verwandten. Es gab aber auch Stiftungen zugunsten des Schweriner Domkapitels und der Domkirche, die Zugewinn machten. Weiter urkundete der Bischof am 8. Mai 1332 zugunsten des Klosters Dobbertin bei der Pfarre zu Goldberg. Auch die Vergleichsverhandlungen und Prozesse um den Besitz des Landes Tribsees gingen zwischen 1337 und 1341 weiter und konnten zu Lebzeiten Bischof Ludolfs nicht abgeschlossen werden. Seine Bemühungen und der Einsatz um die Erhaltung des Stiftslandes um Bützow mit Verhängung des Banns über Mitglieder der eigenen Verwandtschaft und erfolgter Pfandeinlösung sind urkundlich belegt.
Gemeinsam mit seinen vier Brüdern stiftete er der Marienkirche in Rostock eine Vikarie aus einem Nachlass. Auch dem Lübecker Dom wurde eine kleine Präbende als Domherrenpfründe gestiftet; zunächst für ihren Onkel, den Domherrn Heinrich von Schwerin, welche diesem bestätigt und vom Bischof Hinrich zu Lübeck verliehen wurde. Geldsorgen begleiteten Bischof Rudolf während seiner ganzen Amtszeit.
Als einziger Bischof der Region nahm Bischof Ludolf am 11. Januar 1338 am abgeschlossenen Landfrieden auf sechs Jahre zwischen einer Reihe norddeutscher Fürsten, den Herzögen Pommerns, den Fürsten Mecklenburgs und den Grafen von Schwerin und den norddeutschen Städten Lübeck, Hamburg, Rostock und Wismar teil. Zu dessen Aufrechterhaltung stellte er ein Kontingent von zehn behelmten Reitern und neun Schützen.
Ludolf von Bülow hatte als Archidiakon Streit mit den Pommern provoziert, als Bischof wiederum Landfrieden mit den Pommern geschlossen.
Ob nun die Stiftung einer Memorie am 16. Februar 1337 im Zusammenhang mit der Erweiterung einer Präbende an der Stiftskirche Bützow bereits auf die Todesahnungen schließen ließ, ist nicht bekannt. Eine weitere Memorie stiftete am 16. Juli 1343 sein Bruder Heinrich.
Bischof Ludolf starb am 23. April 1339 in Warin und wurde im Schweriner Dom vor dem Hochaltar bestattet. Zusammen mit seinem jüngeren Bruder Heinrich als Amtsnachfolger erhielten sie eine aufwändige flämische Messinggrabplatte, eines der bedeutendsten Grabdenkmäler im Schweriner Dom. Angeregt von der ebenfalls um 1350 entstandenen Grabplatten für die Lübecker Bischöfe Burkhard von Serkem und Johannes Mul. Dass man sich mit Lübeck verglich, zeigte den Stolz der Bülows und ihre finanziellen Möglichkeiten.

## Siegel
Der Bischof Ludolf von Bülow hatte sowohl ein großes, als auch ein kleines Siegel in runder Gestalt. Auf dem großen Siegel ist der Bischof auf einem niedrigen Löwenthron sitzend dargestellt, mit dem Krummstabe in der rechten, dem Buche vor der Brust in der linken Hand. Rechts von einer Sonne, links von einem Mond begleitet.
Die Umschrift lautet: LUDOLFUS DI GRA EPS ECCLESIE ZWERINSIS.
Das Secretsiegel zeigt das Brustbild des Bischofs mit Mitra; es wurde auch als Rücksiegel benutzt.
Die Umschrift lautet: SECRETUM LUDOLFI EPI ZWERINENSIS.

## Grabplatte
Im Schweriner Dom befinden sich an der Nordwand des Chorseitenschiffes zwei aus Messingtafeln, heute in Eichenrahmen gefasste Doppelgrabplatten für je zwei Bischöfe aus der Familie von Bülow. Die gegossenen und anschließend gravierten Platten wurden in Flandern hergestellt. Die kleinere, ältere nur drei Meter hohe und fast zwei Meter breite Platte wurde für die Bischöfe Ludolf und Heinrich I. von Bülow gefertigt.
Der verstorbene Bischof wird mit einem kostbaren Messgewand bekleidet, mit Mitra, Stab und die rechte zum Segnen erhoben, dargestellt. Umgeben von einer gotischen Rahmenarchitektur mit zahlreichen figürlichen Darstellungen und umlaufenden Inschriften, Evangelisten und Propheten. Oberhalb noch mit den Wappen derer von Bülow versehen.
Sein Grabstein, auf dem kaum noch der Name und das Wappen des Bischofs erkennbar waren, ist inzwischen verlorengegangen.
Der Familienverband von Bülow ließ 2002 die Messingplatten restaurieren.